# Euxoa provincialis
Euxoa provincialis är en fjärilsart som beskrevs av Charles Boursin 1925. Euxoa provincialis ingår i släktet Euxoa och familjen nattflyn. Inga underarter finns listade i Catalogue of Life.